# Nordmarks församling
Nordmarks församling var en församling i Karlstads stift i Svenska kyrkan i Filipstads kommun i Värmlands län. Församlingen uppgick 2010 i Filipstads församling.

## Administrativ historik
Församlingen bildades 1731 genom en utbrytning ur Färnebo församling.
Församlingen var till 1 maj 1887 annexförsamling i pastoratet Filipstad, Färnebo, Brattfors (bara till 1863), Gåsborn (bara till 1859) och Nordmark som mellan 1771 och 1878 även omfattade Rämmens församling. Från 1 maj 1887 till 1962  utgjorde församlingen ett eget pastorat. Från 1962 till 1976 var församlingen moderförsamling i pastoratet Nordmark och Gåsborn för att därefter till 2010 ingå i Filipstads pastorat. Församlingen uppgick 2010 i Filipstads församling.

## Organister
| Period    | Namn                    | Levnadstid | Övrigt   |
| --------- | ----------------------- | ---------- | -------- |
| 1798-1801 | Petter Lettenström      | 1774-1801  | Organist |
| 1801-1819 | Anders Månsson Sandberg | 1801-1819  | Organist |
| 1819-1824 | Nils Arnquist           | 1780-1858  | Organist |
| 1826-1840 | Karl Fredrik Hjertberg  | 1777-1843  | Organist |
| 1840-1895 | Nils Hedlund            | 1813-1895  | Organist |

## Kyrkor
- Nordmarks kyrka